# 𐞋
Cette page contient des caractères spéciaux ou non latins. S’ils s’affichent mal (▯, ?, etc.), consultez la page d’aide Unicode.
𐞋, appelée d hameçon en exposant, d hameçon supérieur ou lettre modificative d hameçon, est un symbole phonétique de certaines variantes de l’alphabet phonétique international. Il est formé de la lettre d hameçon ‹ ɖ › mise en exposant.

## Utilisation
Dans certaines transcriptions de l’alphabet phonétique international (API), ‹ 𐞋 › peut être utilisé pour indiquer l’articulation occlusive rétroflexe, par exemple [𐞋ɳ] pour transcrire une consonne nasale rétroflexe voisée pré-occlusive ou [𐞋ɭ] pour transcrire une consonne spirante latérale rétroflexe voisée pré-occlusive dans certaines langues d’Australie. Dans la pratique, le t hameçon en exposant ‹ 𐞯 › est aussi utilisé.

## Représentations informatiques
La lettre modificative d hameçon peut être représenté avec les caractères Unicode suivants (Latin étendu – F) :
| formes       | représentations | chaînes de caractères | points de code | descriptions                            | note                            |
| ------------ | --------------- | --------------------- | -------------- | --------------------------------------- | ------------------------------- |
| modificative | 𐞋               | 𐞋                     | U+1078B        | lettre modificative minuscule d hameçon | codé pour le symbole phonétique |